# Woze
Woze (ou Wouze Moufou) est une localité du Cameroun située dans l'arrondissement de Meri, le département du Diamaré et la région de l’Extrême-Nord. Elle fait partie du canton de Tchéré.

## Population
En 1974, la localité comptait 108 habitants, des Moufou.
Lors du dernier recensement de 2005, on y a dénombré 794 personnes, soit 377 hommes (47,48 %) pour 417 femmes (52,52 %). 